# Infinity Pool (Film)

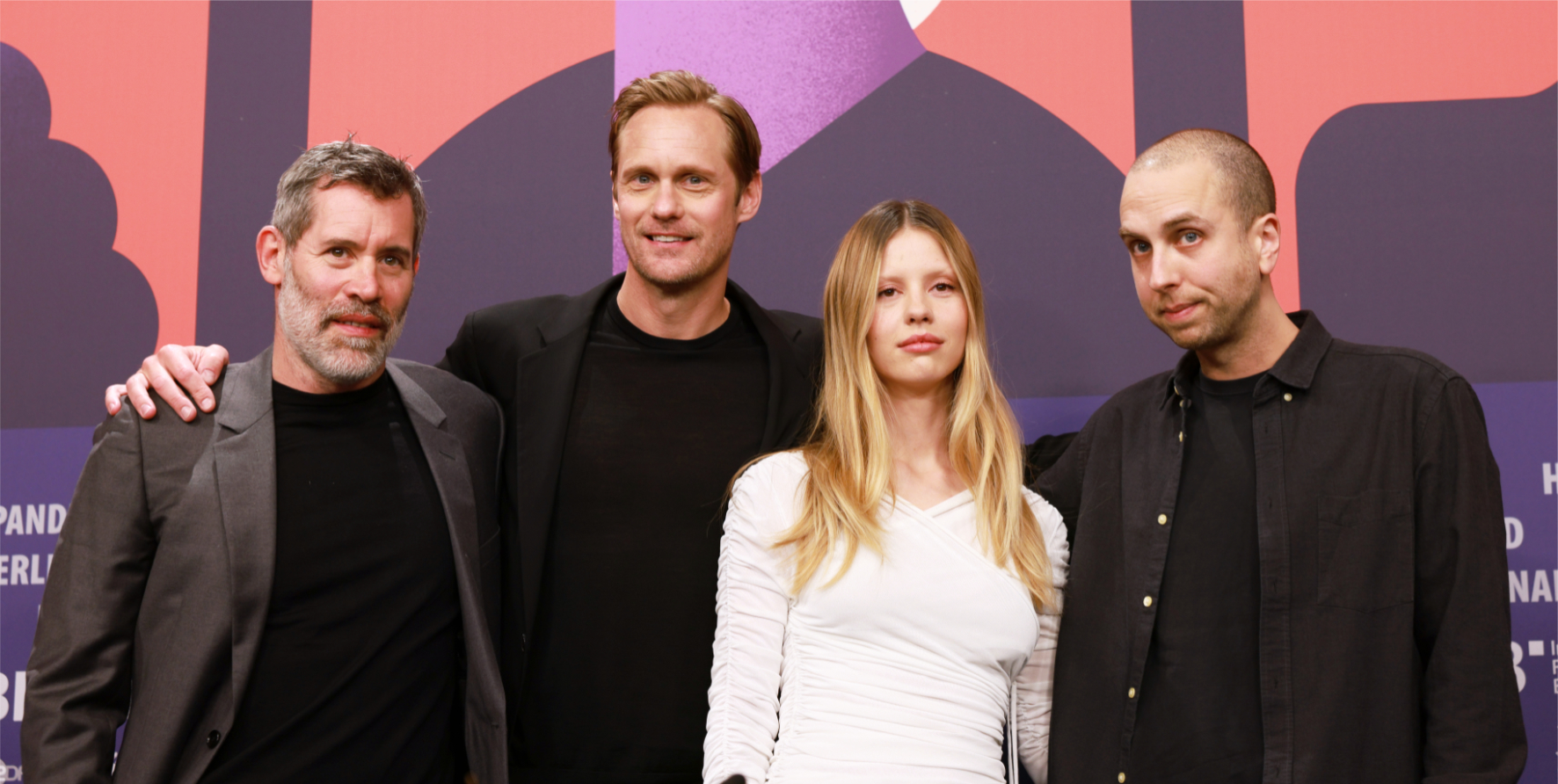
Filmcrew von Infinity Pool auf der Berlinale 2023

Infinity Pool ist ein US-amerikanisch-kanadischer Spielfilm von Brandon Cronenberg aus dem Jahr 2023.
Die Premiere des Werks erfolgte im Januar 2023 beim 39. Sundance Film Festival. Eine erste Aufführung in Deutschland fand einen Monat später im Rahmen der 73. Berlinale statt.

## Handlung
In dem imaginären Inselstaat Li Tolqa verbringen der Autor James Foster und seine Frau Em einen All-inclusive-Strandurlaub in einem luxuriösen Resort. Doch etwas Gefährliches scheint hinter den Sicherheitszäunen auf die Gäste zu lauern. Ein tödlicher Unfall legt die perverse Subkultur des Resorts offen und dient zugleich als Auslöser für einen Exzess rücksichtsloser Gewalt und surrealen Schreckens.

## Hintergrund
Es handelt sich um den dritten Spielfilm des preisgekrönten, kanadischen Filmregisseurs und Drehbuchautors Brandon Cronenberg. Stilistisch wird oft eine Verbindung zwischen seinem Werk und den Filmen des Vaters David Cronenberg hergestellt, da beide in den Bereichen tätig sind, wo die Genres Horrorfilm, Komödie, Science-Fiction-Film, Body-Horror und Thriller sich überschneiden.
Die Dreharbeiten fanden im Hotel Amadria Park im kroatischen Šibenik sowie in Ungarn statt.

## Veröffentlichung
Die Uraufführung von Infinity Pool fand am 22. Januar 2023 beim Sundance Film Festival in der für Horrorfilme reservierten Sektion Midnight statt. In Europa war der Film genau einen Monat später, am 22. Februar, bei den Internationalen Filmfestspielen Berlin im Rahmen der Sektion Berlinale Special zu sehen. Der deutsche Kinostart erfolgte am 20. April 2023 im Verleih von Universal Pictures.